# Teleochilus royanus
Teleochilus royanus é uma espécie de gastrópode do gênero Teleochilus, pertencente a família Raphitomidae.